# Rungna-Brücke
Die Rungna-Brücke (auch Rungra-Brücke) ist eine Straßenbrücke in der nordkoreanischen Hauptstadt Pjöngjang. Sie verbindet den westlichen Stadtteil Puksae im Bezirk Chung-guyŏk über die An-Sang-Thaek-Straße mit dem östlichen Stadtteil Munsu im Bezirk Taedonggang-guyŏk mit einer Überführung über die Insel Rungna und ist eine der sechs Brücken, die in Pjöngjang über den Taedong-gang führen.

## Geschichte

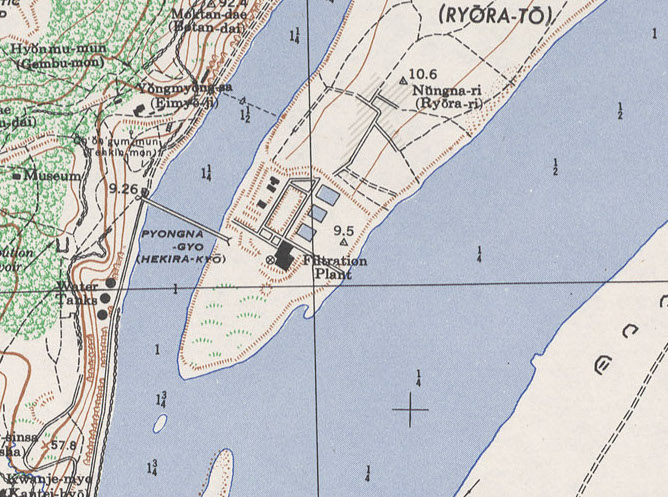
Zuvorige Brücke zur Insel Rungna auf einer Karte von 1946

In Stadtplänen aus dem Jahr 1930 und 1946 ist an der Stelle der heutigen Brücke bereits eine Brücke eingezeichnet, die vom Westufer des Flusses auf die Insel führt, jedoch nicht weiter zum Ostufer.

Mit dem Bau der 1070 Meter langen Balkenbrücke wurde im Jahr 1986 begonnen. Fertiggestellt und für den Verkehr freigegeben wurde sie im September 1988.

## Sonstiges
Ein Motiv der Brücke ist auf der Rückseite der 500-Won-Scheine von 1998 abgebildet.